# Belvosia bicincta
Belvosia bicincta är en tvåvingeart som beskrevs av Robineau-desvoidy 1830. Belvosia bicincta ingår i släktet Belvosia och familjen parasitflugor. Inga underarter finns listade i Catalogue of Life.